# Bente (voornaam)
Bente, soms ook gespeld als Benthe is een meisjesnaam die is afgeleid van de naam Ben, die afkomstig kan zijn van de naam Benjamin (בִּנְיָמִין) of Benedict(a).

## Bekende personen
- Bente Becker, Nederlands politica
- Bente van den Brand, Nederlands actrice
- Bente Kraus, Duits schaatsster
- Bente Marijn Fokkens, Nederlands muzikante
- Bente Moe, Noors atlete
- Bente Skari, Noors langlaufster